# NGC 4774
NGC 4774 is een ringvormig sterrenstelsel in het sterrenbeeld Jachthonden. Het hemelobject werd op 17 maart 1787 ontdekt door de Duits-Britse astronoom William Herschel.

## Synoniemen
- MCG 6-28-37
- IRAS 12507+3705
- ZWG 188.26
- KUG 1250+370
- ARAK 392
- 1ZW 45
- VV 789
- PGC 43759